# ディアナ・バルモリ
ディアナ・バルモリ（Diana Balmori、1932年6月4日 - 2016年）は国際的に有名であるランドスケープ及び都市デザイナー。またランドスケープデザイン事務所、 Balmoriアソシエイツの創設者でもある。スペイン・ヒホンの生まれ。父親がスペイン人の言語学者で母親はイングランド人音楽学者。
幼年期はほとんどスペインで過ごし、その後アルゼンチンに渡る。幼い頃から非常に想像力に長けた創造的な子供で、芸術性に富んでいたといわれるが、する彼女の両親が勧めたこともあり、文学や詩、ラテン語やギリシャ語、絵画だけでなく、ピアノを弾き、踊り、歌うことを広く学んだ。 のちにデザイン界に進出彼女にとり、これらの影響は大きく彼女の独特のデザイン・スタイルを育み成功に導く助けとなりました。
高校卒業した16歳の時、建築の学校で勉強することを決めてアルゼンチン・トゥクマン国立大学に進学し、その後に米国に移住した。米国でも教育を受け続け、カリフォルニア大学ロサンゼルス校大学院に進学、都市の歴史を専攻し優秀な成績で修了、博士号を取得した。その後、ニューヨーク州立エール大学にて教職を引き受けることなり、ランドスケープの歴史の学部においてセミナーを開講した。
その後ラドクリフ・カレッジでランドスケープ・アーキテクチャーの教鞭をとる傍ら、シーザー・ペリ＆アソシエイツのパートナーを務め、社内ランドスケープ部門を設立。また自身の会社Balmoriアソシエイツを開始するために1990年に去るまで、CPAのパートナーとして働き続けている。
2016年、アメリカ・ニューヨークで死去。

## 代表作
- NTT本社（1995年）
- プレーリー・ウォーターウェイ（1996年）
- Prairie Waterway（1996年、ミネソタ州ファーンミングトン）
- ウォーミントン運河グリーンウェイ（1995年）
- MPPAT	（韓国セジョン）
- Kent Falla Trail Restoration（2003年、Kent Falls State Park, CT）
- High Line（2004年、ニューヨーク）
- St. Louis Riverfront（ミズリー州セントルイス）
- Shenzhen Cultural Park（2004年、Shenzhen, China）
- Bilbao Waterfront（2004年、Bildao, スペイン・ビルバオ）
- NMAO：国立国際美術館（Osaka National Museum of Art）（2004年、大阪市北区）
- El Parque de la Luz（2005年、スペイン・グランカナリア）
- Asian Cultural Vomplex（2005年、韓国・光州）
- Diana, Princess of Wales Memorial Fountain（2002年、ロンドン）
- University College Dublin Gateway（2007年、アイルランド・ダブリン）
- Floating Island by Robert Smithson（2005年、ニューヨーク）
- Silvercup Studios（2005年、Long Island City、ニューヨーク）
- Newport Garden（2006年）
- Long Island Green City（ニューヨーク・ロングアイランド）
- Toronto Waterfront（2006年、カナダ・オンタリオ州トロント）
- Bilbao Park（2007年、スペイン・ビルバオ）
- NYC 2012 Olympics Equestrian Venue（Greenbelt Park, スタテン島、ニューヨーク）